# Johannes Brinkmann (Mediziner)
Johannes Oswald Oktavio Brinkmann (* 9. Dezember 1887 in Halle (Saale); † 15. Juni 1973 in Tegernsee) war ein deutscher Mediziner und Hochschullehrer.

## Leben
Johannes Brinkmann studierte nach dem Schulbesuch Medizin an der Universität Leipzig. Dort promovierte er im Jahre 1914. Das Thema seiner Dissertation lautete Die apokryphen Gesundheitsregeln des Aristoteles für Alexander den Großen in der Übersetzung des Johannes Toledo.
1908 hatte er sich als Einjährig-Freiwilliger beim Infanterie-Regiment 104 gemeldet.
Nach dem Ersten Weltkrieg wurde er Direktor der Inneren Abteilung des Neuen Stadtkrankenhauses in Glauchau. Als Privatdozent für Innere Medizin erfolgte im Jahre 1930 seine Ernennung zum nichtbeamteten außerordentlichen Professor an der Universität Jena. Später übernahm er als Direktor die Medizinische Klinik des Heinrich-Braun-Krankenhauses in Zwickau. Seinen Lebensabend verlebte er gemeinsam mit seiner Ehefrau am Tegernsee.
Professor Brinkmann war spezialisiert auf Innere Medizin und publizierte zahlreiche Aufsätze zu diesem Thema und innere Krankheiten in medizinischen Fachzeitschriften.

## Familie
Johannes Brinkmann heiratete am 8. Dezember 1918 die Prinzessin Eleonore Julie Helene Dorothee von Schoenaich-Carolath (1884–1974), die Tochter des Prinzen Georg Heinrich Friedrich August von Schoenaich-Carolath.

## Schriften (Auswahl)
- Die apokryphen Gesundbeitsregeln des Aristoteles fur Alexander den Großen in der Übersetzung des Johannes Toledo, Leipzig 1914.